# Grammitis turquina
Grammitis turquina är en stensöteväxtart som först beskrevs av William Ralph Maxon, och fick sitt nu gällande namn av Edwin Bingham Copeland. Grammitis turquina ingår i släktet Grammitis och familjen Polypodiaceae. Inga underarter finns listade.